# Guangping He
Guangping He (kinesiska: 广坪河) är ett vattendrag i Kina. Det ligger i provinsen Sichuan, i den sydvästra delen av landet, omkring 280 kilometer nordost om provinshuvudstaden Chengdu.
Genomsnittlig årsnederbörd är 1 139 millimeter. Den regnigaste månaden är juli, med i genomsnitt 301 mm nederbörd, och den torraste är december, med 1 mm nederbörd.